# أليكتينيب
أليكتينيب (بالإنجليزية: Alectinib) هو دواء يُستعمل في علاج:
- الورم السرطاني الذي لا يصيب الخلايا الصغيرة بالرئة[10]